# Latacunga
Latacunga è una città situata sull'altopiano dell'Ecuador. Capoluogo della provincia del Cotopaxi e dell'omonimo cantone, è situata 89 chilometri a sud di Quito, vicino al vulcano Cotopaxi e alla confluenza dei fiumi Cutuchi e Alaques che si uniscono per formare il Patate.
Lacatunga ha circa 63.800 abitanti, in gran parte di origine meticcia o indigena.

## Geografia fisica
La città si trova a 2.919 metri sopra il livello del mare ed il suo clima è abbastanza freddo e ventoso a causa delle vicine vette montane sempre innevate e al fatto che l'altopiano su cui sorge è brullo e sterile e composto sostanzialmente da pomici e materiali di origine vulcanica. Il vulcano Cotopaxi si trova a soltanto 40 km circa di distanza e la città è stata messa varie volte in gravi difficoltà dalle eruzioni.
| Clima di Latacunga     |     |     |     |     |     |     |     |     |     |     |     |     |      |
|                        | Gen | Feb | Mar | Apr | Mag | Giu | Lug | Ago | Set | Ott | Nov | Dic | Anno |
| Temperatura media (°C) | 13  | 13  | 13  | 13  | 13  | 12  | 12  | 12  | 12  | 13  | 13  | 13  | 12   |
| Precipitazione (mm)    | 30  | 53  | 54  | 66  | 40  | 28  | 15  | 15  | 25  | 55  | 53  | 42  | 476  |

## Storia
Fondata originariamente nel 1534, tra il 1698 e il 1798 è stata per quattro volte praticamente distrutta da ripetuti terremoti. Nelle vicinanze si trovano le rovine di una città indigena di epoca precedente che si dice sia stata fondata dagli incas.

## Economia
L'economia di Latacunga è basata sull'agricoltura e sulla floricoltura. Su territorio è presente l'Aeroporto Internazionale Cotopaxi, aerostazione che non viene usata per il trasporto di passeggeri ma come base militare e come scalo per merci speciali. L'attività vulcanica ha provocato l'accumulo di imponenti depositi di pomice che viene estratta e commercializzata.
Latacunga, si trova a un'ora e mezzo di guida a sud di Quito percorrendo la Carretera Panamericana. Anche in tempi precedenti era raggiunta dalla vecchia strada che congiungeva Quito a Guayaquil e possiede una stazione ferroviaria in cui fanno tappa i treni che viaggiano tra le due città principali.
Sono presenti nel territorio anche alcune sorgenti di acqua minerale naturalmente frizzante che viene commercializzata con il marchio San Felipe.

## Gastronomia
Il piatto tipico di Lacatunga è il chugchucaras, i cui ingredienti sono carne di maiale, platani, pop corn, e tostado (un tipo particolare di cereale locale) serviti su delle empanadas.
Spesso si accompagna con l'ají, una salsa il cui sapore, a seconda della preparazione, può variare dal dolce al molto piccante.